# Junikever
De junikever (Amphimallon solstitiale) is een kever uit de familie bladsprietkevers (Scarabaeidae). De wetenschappelijke naam van de soort werd als Scarabaeus solstitialis in 1758 gepubliceerd door Carl Linnaeus.

## Uiterlijk
De kever heeft een uniform oranjebruine tot geelbruine kleur en is over het gehele lichaam behaard. De beharing is in vergelijking met verwante kevers relatief lang. De junikever bereikt een lichaamslengte van 14 tot 18 millimeter.

## Levenswijze en habitat
De junikever leeft als larve ondergronds van plantenwortels. Na twee jaar is de larve volledig ontwikkeld, waarna de verpopping plaatsvindt. De volwassen kevers zijn vanaf juni te zien, wat de Nederlandse naam verklaart. De volwassen kevers eten van de bladeren van verschillende loofbomen. In België en Nederland is de kever plaatselijk algemeen en kan soms in grote aantallen voorkomen.

## Afbeeldingen

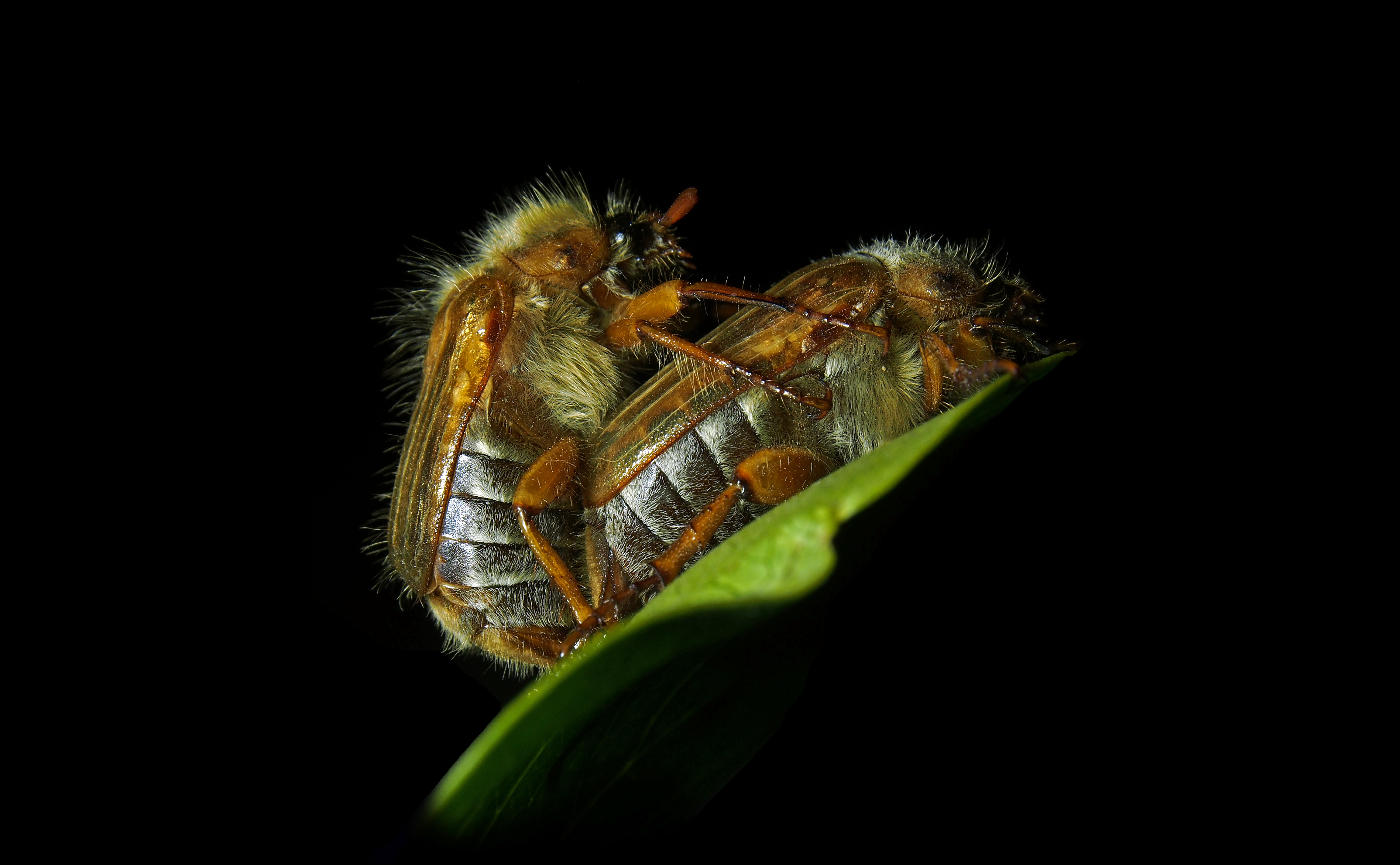
paring
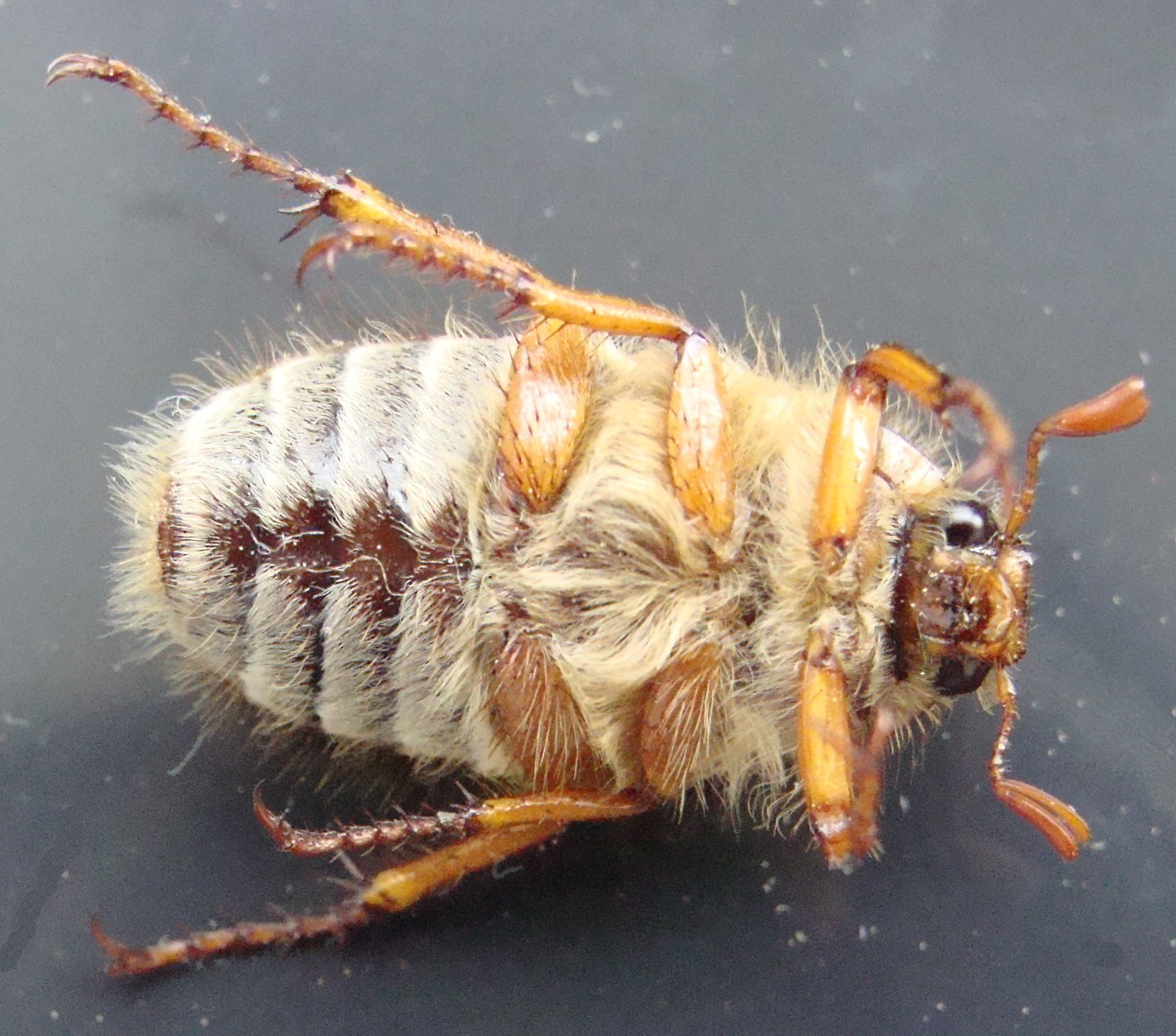
onderkant
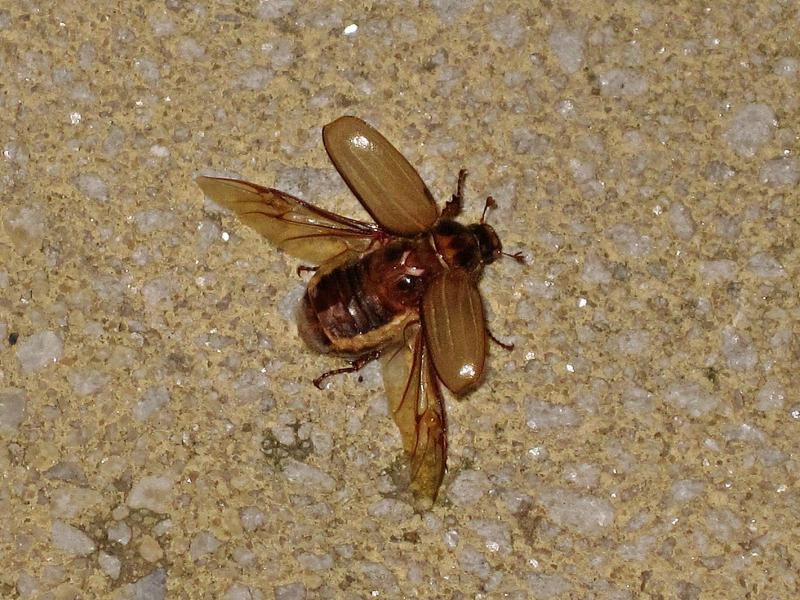
vleugels gespreid
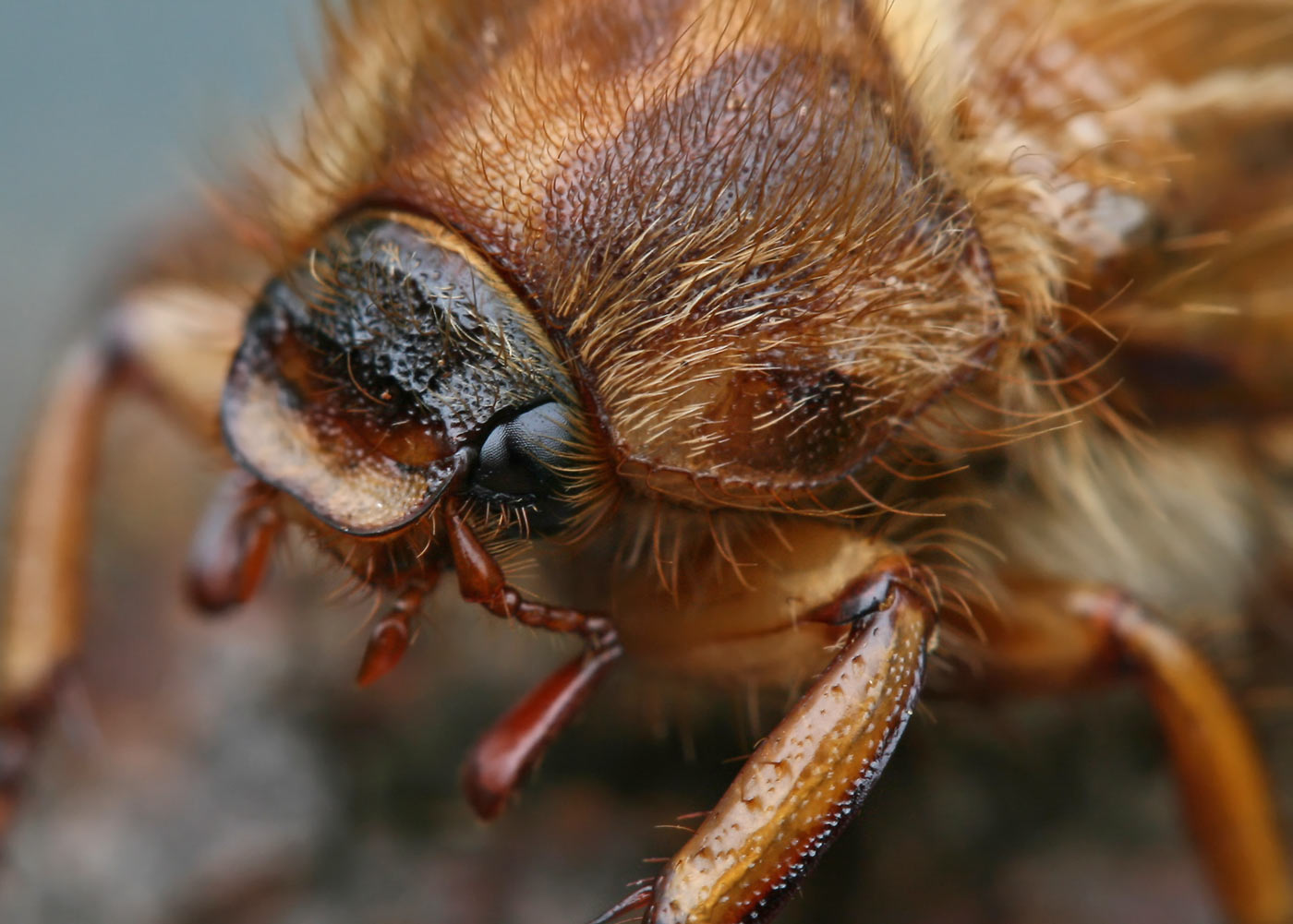
detail kop